# Gorkowskaja schelesnaja doroga

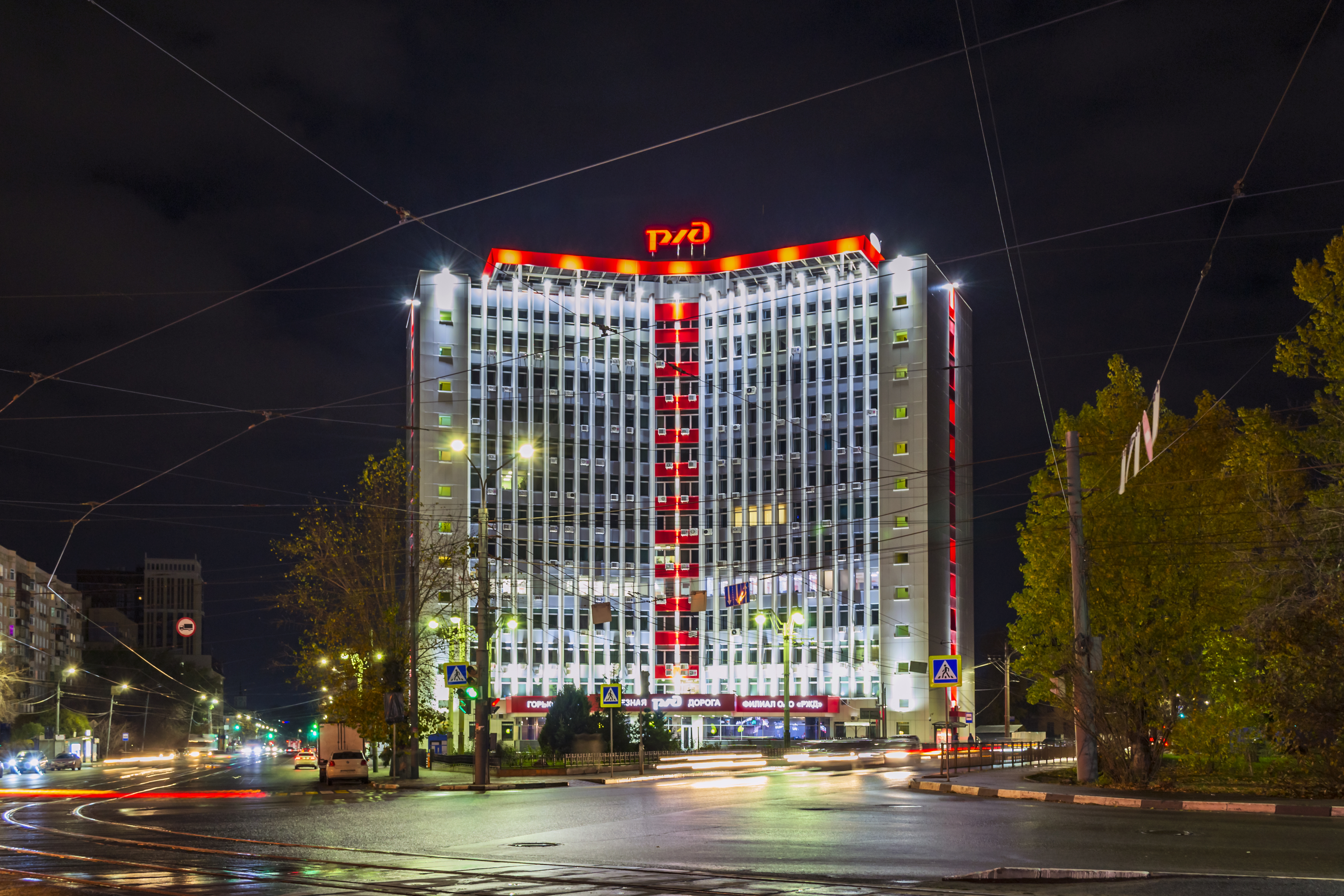
Verwaltungsgebäude der Gorkier Eisenbahn in Nischni Nowgorod

Die Gorkier Eisenbahn (russisch Го́рьковская желе́зная доро́га/Gorkowskaja schelesnaja doroga; auch Gorki-Eisenbahn) ist eine eisenbahnbetrieblich selbstständige Filiale der Russischen Eisenbahnen (RŽD), hervorgegangen aus der gleichnamigen Regionaldirektion der RŽD und der früheren Sowjetischen Eisenbahnen (SŽD) bzw. des Verkehrswegeministeriums (MPS).

## Betriebsdaten und Organisation
Die Gorkier Eisenbahn mit Sitz in Nischni Nowgorod betreibt Eisenbahnstrecken der Spurweite 1520 mm (russische Breitspur) mit einer Betriebslänge von 5296 Kilometern vom östlichen Zentralrussland über das mittlere Wolgagebiet bis in den Mittleren Ural (Oblaste Wladimir, Nischni Nowgorod und Kirow, Republiken Mari El, Tschuwaschien, Udmurtien und Tatarstan sowie kürzere Abschnitte in der Region Perm, der Oblast Swerdlowsk und weiteren angrenzenden Gebieten).
Im Westen grenzen die Strecken der Gorkier Eisenbahn an die der Moskauer Eisenbahn, im Norden an die der Nordeisenbahn, im Osten an die der Swerdlowsker Eisenbahn und im Süden an die der Kuibyschewer Eisenbahn.
2007 wurden 46,5 Millionen Tonnen Güter, 7,9 Millionen Passagiere im Fern- und 73,4 Millionen im Vorortverkehr befördert (zum Vergleich 1969: 15 bzw. 100 Millionen Passagiere). Im gleichen Jahr hatte die Bahn 62.267 Beschäftigte. Chef der Filiale ist Sergei Kosyrew.
Die Gorkier Eisenbahn ist in fünf Unterabteilungen (otdelenija) gegliedert: Murom, Gorki (Sitz Nischni Nowgorod), Kirow, Kasan und Ischewsk.

## Geschichte

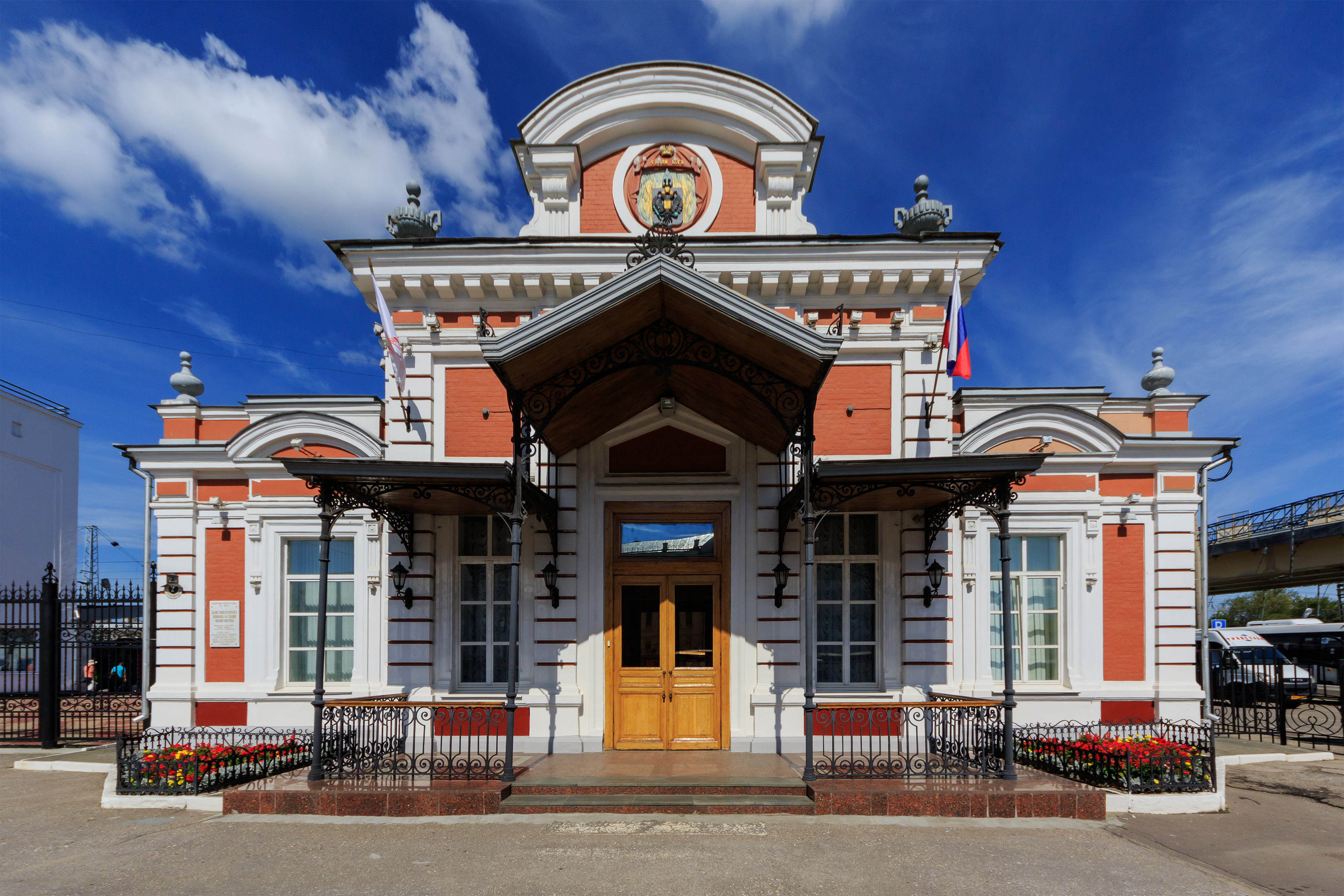
Ehemaliger Kaiserpavillon am Moskauer Bahnhof Nischni Nowgorod

Die Gorkier Eisenbahn entstand 1936 aus Teilen der Moskau-Kursker-Eisenbahn und der Nordeisenbahnen, als deren Strecken durch Gründung neuer Bahndirektionen anders aufgeteilt wurden. 1961 kamen die Strecken der Kasaner Eisenbahn hinzu, die ebenfalls 1936 die Nachfolge der bis 1918 privaten Moskau-Kasaner Eisenbahn (1862–1891 Moskau-Rjasaner Eisenbahn) angetreten hatte.
Nach der 1990 erfolgten Rückbenennung der Stadt Nischni Nowgorod, die seit 1932 Gorki hieß, behielten alle Eisenbahneinrichtungen den vorherigen Namen bei, so der Hauptbahnhof der Großstadt, der offiziell weiterhin Gorki-Moskauer Bahnhof heißt, und die Bahndirektion.
Die älteste Strecke der heutigen Gorkier Eisenbahn ist die 1862 (bis Petuschki bereits 1861) in Betrieb genommene Verbindung zwischen Moskau und Nischni Nowgorod (Moskau-Nischni-Nowgoroder Eisenbahn), ab 1893 zur Moskau-Kursker, Nischni Nowgoroder und Muromer Eisenbahn gehörig und 1925 in Moskau-Kursker Eisenbahn umbenannt. Diese erste Strecke wurde 1863–1868 von Jan Ignacy Kenig geleitet, der die Streckenlänge fast verdoppelte.
Die Elektrifizierung begann bei der Gorkier Eisenbahn 1958 mit dem kurzen Abschnitt (25 km) der Transsibirischen Eisenbahn (Transsib) aus Richtung der Swerdlowsker Eisenbahn bis Balesino 1958 mit 3000 V Gleichstrom. Zwischen 1960 und 1964 wurden der gesamte Restabschnitt der Transsib im Bereich der Gorkier Eisenbahn (375 km) und die anschließende Strecke Wladimir–Gorki–Kotelnitsch (618 km) mit 25 kV 50 Hz Wechselstrom elektrifiziert.
1971/72 wurde der Vorortbereich von Kasan (Swijaschsk–Kasan–Arsk, inklusive Stadt- und nördlicher Umgehungsstrecke Kasan, zusammen 134 km) wiederum mit Gleichstrom elektrifiziert. Als dann zwischen 1980 und 1987 die Elektrifizierung der gesamten Strecke Moskau–Kasan–Swerdlowsk im Bereich der Gorkier Eisenbahn (1368 km) wiederum mit Wechselstrom erfolgte, wurde der Gleichstromabschnitt um Kasan 1985 mit umgestellt.

## Strecken
Die wichtigsten Strecken der Gorkier Eisenbahn sind:
- Transsibirische Eisenbahn (Abschnitt von Swetscha, Streckenkilometer 817 (exklusive) bis Pibanschur östlich Balesino, km 1192 (inklusive); zweigleisig; elektrifiziert mit Wechselstrom 25 kV 50 Hz bis Balesino, km 1217; weiter Gleichstrom 3000 V, dieser kurze Abschnitt bis zur Direktionsgrenze wird von Lokomotiven der benachbarten Swerdlowsker Eisenbahn bedient)
- Bahnstrecke Moskau–Kotelnitsch (ab Petuschki, Streckenkilometer 126 (inklusive); zweigleisig; elektrifiziert bis Wladimir, km 191 mit Gleichstrom 3000 V, weiter mit Wechselstrom 25 kV 50 Hz; der kurze Gleichstromabschnitt Petuschki–Wladimir wird von Lokomotiven der benachbarten Moskauer Eisenbahn bedient; auf dieser Strecke verkehren seit 2000 fast alle Personenzüge der Transsibirischen Eisenbahn, bis sie in Kotelnitsch auf deren Stammstrecke treffen)
- Bahnstrecke Moskau–Kasan–Jekaterinburg (ab Tscherusti, Streckenkilometer 156 (exklusive) bis Druschinino, km 1574 (exklusive); zweigleisig; elektrifiziert bis Wekowka, km 206 mit Gleichstrom 3000 V, weiter mit Wechselstrom 25 kV 50 Hz; der kurze Gleichstromabschnitt Tscherusti–Wekowka wird von Lokomotiven der benachbarten Moskauer Eisenbahn bedient)
- Bahnstrecke Kirow–Kotlas (bis Sussolowka, Streckenkilometer 325 (inklusive); eingleisig; nicht elektrifiziert; diese Strecke gewährleistet die Anbindung der Petschora-Eisenbahn an das Streckennetz des Wolgagebietes)

Die Gorkier Eisenbahn betreibt auch die 30 Kilometer lange Schmalspurbahn (Spurweite 750 mm) Tumskaja–Golowanowa Datscha, die einzig verbliebene Schmalspurstrecke der Russischen Staatsbahn und letztes Überbleibsel des einst umfangreichen Schmalspurnetzes zwischen Wladimir und Rjasan, das nicht stillgelegt oder auf Breitspur umgespurt wurde. Im April 2008 wurde der Betrieb jedoch für Reparaturarbeiten eingestellt; ob eine Wiedereröffnung erfolgt, ist fraglich.